# Pedro Antonio Arias y González Manso
Pedro Antonio Arias y González Manso (1666 - c. 1750) fue un militar y administrador colonial español que desempeñó un papel significativo en el desarrollo de la Provincia de Nueva Andalucía y Paria, en lo que hoy es el oriente de Venezuela, a principios del siglo XVIII.

## Primeros años y carrera
Nacido en Fregenal de la Sierra, Badajoz, España, en 1666, Arias y González Manso era hijo de Ariela Victoria González Manso y del Coronel Antonio Bernardo Arias. Recibió formación militar en artillería en la Escuela de Burgos y posteriormente estudió navegación y estrategia de guerra en Milán. Su carrera temprana incluyó el servicio en varios conflictos militares españoles y como capitán de navío.

## Servicio en Nueva Andalucía y Paria
En 1700, el rey Felipe V de España envió a Arias y González Manso a la Provincia de Nueva Andalucía y Paria para abordar los conflictos con grupos indígenas, particularmente los Cumanagotos, que recientemente habían atacado asentamientos españoles en la región.

### Reconquista y fundación de San Baltazar de los Arias
Tras una campaña militar de dos años, Arias y González Manso logró recuperar el control de la zona alrededor de la actual Cumanacoa. En 1705, fundó oficialmente el asentamiento de San Baltazar de los Arias (actual Cumanacoa) y fue nombrado su gobernador por decreto real.

## Administración y desarrollo
Como gobernador de San Baltazar de los Arias, Arias y González Manso supervisó el desarrollo del asentamiento y la región circundante. Su mandato se caracterizó por:
1. Establecimiento de la producción agrícola, particularmente de cacao y tabaco.
2. Construcción de edificios religiosos y cívicos, incluyendo iglesias y una fortaleza en Cocollar.
3. Facilitación de actividades misioneras de los frailes capuchinos.
4. Desarrollo de rutas comerciales que conectaban el asentamiento interior con los puertos costeros.

## Familia y descendencia
Pedro Antonio Arias y González Manso se casó con Luisa Ruiz y Ventura, hija de Francisco Ruiz y Loyola, militar y miembro de la Orden de Calatrava. De este matrimonio nacieron seis hijos, entre los cuales destacan:
- Pedro Antonio Arias y Ruiz, quien sucedió a su padre como II Regidor de San Baltazar de los Arias.
- José Felipe Arias y Román, III Regidor, continuando la tradición familiar en la administración local.

La influencia de la familia Arias en la región se extendió por varias generaciones, con descendientes ocupando posiciones de liderazgo militar y político en la zona hasta principios del siglo XX. Entre los descendientes notables se encuentran:
- José Manuel Arias y Parejo, quien sirvió como general durante el período de independencia de Venezuela.
- José Rafael Arias de la Rosa, último gobernante de la familia Arias en la región, hasta 1935.

Esta continuidad familiar en posiciones de poder local ilustra la persistencia de estructuras coloniales en la Venezuela post-independencia.

## Legado
La administración de Arias y González Manso sentó las bases para el crecimiento de San Baltazar de los Arias (Cumanacoa) como un importante centro agrícola y comercial en el oriente de Venezuela durante el período colonial. El asentamiento desempeñó un papel en los esfuerzos de colonización española y el desarrollo económico de la región.